# Cyprinodon

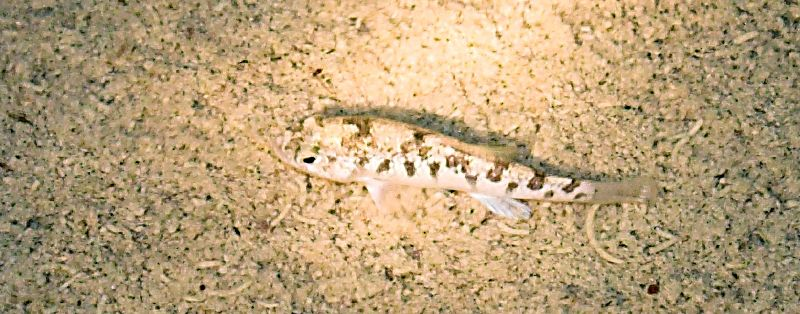
Exemplar de Cyprinodon eximius fotografiat a Texas, Estats Units.

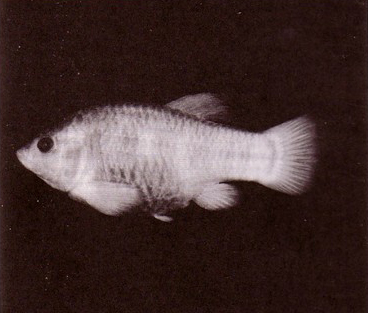
Exemplar de Cyprinodon nevadensis calidae (espècie extinta de ciprinodòntid autòctona de Nord-amèrica).

 Cyprinodon és un gènere de peixos de la família dels ciprinodòntids i de l'ordre dels ciprinodontiformes.

## Taxonomia
- Cyprinodon albivelis (Minckley & Miller, 2002).
- Cyprinodon alvarezi (Miller, 1976).
- Cyprinodon arcuatus (Minckley & Miller, 2002).
- Cyprinodon artifrons (Hubbs, 1936).
- Cyprinodon atrorus (Miller, 1968).
- Cyprinodon beltrani (Álvarez, 1949).
- Cyprinodon bifasciatus (Miller, 1968).
- Cyprinodon bobmilleri (Lozano-Vilano & Contreras-Balderas, 1999).
- Cyprinodon bondi (Myers, 1935).
- Cyprinodon bovinus (Baird i Girard, 1853).
- Cyprinodon ceciliae (Lozano-Vilano & Contreras Balderas, 1993).
- Cyprinodon dearborni (Meek, 1909).
- Cyprinodon diabolis (Wales, 1930).
- Cyprinodon elegans (Baird i Girard, (1853).
- Cyprinodon eremus (Miller & Fuiman, 1987).
- Cyprinodon esconditus (Strecker, 2002).
- Cyprinodon eximius (Girard, 1859).
- Cyprinodon fontinalis (Aksiray, 1948).
- Cyprinodon higuey (Rodriguez & Smith, 1990).
- Cyprinodon hubbsi (Carr, 1936).
- Cyprinodon inmemoriam (Lozano-Vilano & Contreras Balderas, 1993).
- Cyprinodon labiosus (Humphries & Miller, 1981).
- Cyprinodon laciniatus (Hubbs & Miller, 1942).
- Cyprinodon latifasciatus (Garman, 1881).
- Cyprinodon longidorsalis (Lozano-Vilano & Contreras Balderas, 1993).
- Cyprinodon macrolepis (Miller, 1976).
- Cyprinodon macularius (Baird i Girard, 1853).
- Cyprinodon maya (Humphries & Miller, 1981).
- Cyprinodon meeki (Miller, 1976).
- Cyprinodon nazas (Miller, 1976).
- Cyprinodon nevadensis nevadensis (Eigenmann i Eigenmann, 1889).
  - Cyprinodon nevadensis amargosae (Miller, 1948).
  - Cyprinodon nevadensis calidae (Miller, 1948).
  - Cyprinodon nevadensis mionectes (Miller, 1948).
  - Cyprinodon nevadensis pectoralis (Miller, 1948).
  - Cyprinodon nevadensis shoshone (Miller, 1948).
- Cyprinodon nichollsi (Smith, 1989).

- Cyprinodon pachycephalus (Minckley & Minckley, 1986).
- Cyprinodon pecosensis (Echelle & Echelle, 1978).
- Cyprinodon pisteri (Miller & Minckley, 2002).
- Cyprinodon radiosus (Miller, 1948).
- Cyprinodon riverendi (Poey, 1860).
- Cyprinodon rubrofluviatilis (Fowler, 1916).
- Cyprinodon salinus salinus (Miller, 1943).
  - Cyprinodon salinus milleri (LaBounty & Deacon, 1972).
- Cyprinodon salvadori (Lozano-Vilano, 2002).
- Cyprinodon simus (Humphries & Miller, 1981).
- Cyprinodon tularosa (Miller & Echelle, 1975).
- Cyprinodon variegatus variegatus (Lacépède, 1803).
  - Cyprinodon variegatus baconi (Breder, 1932).
  - Cyprinodon variegatus ovinus (Mitchill, 1815).
- Cyprinodon verecundus (Humphries, 1984).
- Cyprinodon veronicae (Lozano-Vilano & Contreras Balderas, 1993).[1][2]